# Associazione Calcio Lecco 1937-1938
Questa voce raccoglie le informazioni riguardanti  l'Associazione Calcio Lecco nelle competizioni ufficiali della stagione 1937-1938.

## Stagione
Nella stagione 1937-1938 il Lecco ha disputato il girone B del campionato di Serie C. Con 34 punti si è piazzato in sesta posizione di classifica.

## Rosa
| N. |                   | Ruolo | Calciatore           |
| -- | ----------------- | ----- | -------------------- |
|    | Italia (bandiera) | D     | Giulio Amapane       |
|    | Italia (bandiera) | C     | Francesco Bacciocchi |
|    | Italia (bandiera) | D     | Carlo Ballerini      |
|    | Italia (bandiera) | C     | Pietro Bario         |
|    | Italia (bandiera) | D     | Giulio Caldirola     |
|    | Italia (bandiera) | D     | Alberto Citterio     |
|    | Italia (bandiera) | D     | Bruno De Vecchi      |
|    | Italia (bandiera) | A     | Pio Dubini           |
|    | Italia (bandiera) | A     | Pierino Esposito     |
|    | Italia (bandiera) | C     | Luigi Giunta         |

| N. |                   | Ruolo | Calciatore         |
| -- | ----------------- | ----- | ------------------ |
|    | Italia (bandiera) | C     | Isidoro Magni      |
|    | Italia (bandiera) | P     | Augusto Mauri      |
|    | Italia (bandiera) | C     | Angelo Meroni      |
|    | Italia (bandiera) | A     | Angelo Minoia      |
|    | Italia (bandiera) | A     | Aldo Prata Pizzala |
|    | Italia (bandiera) | C     | Adriano Rampini    |
|    | Italia (bandiera) | A     | Felice Tedeschi    |
|    | Italia (bandiera) | C     | Mauro Tedeschi     |
|    | Italia (bandiera) | C     | Arturo Torri       |
|    | Italia (bandiera) | P     | Angelo Villa       |